# Wayne County (Kentucky)
Wayne County is een county in de Amerikaanse staat Kentucky.
De county heeft een landoppervlakte van 1.190 km² en telt 19.923 inwoners (volkstelling 2000). De hoofdplaats is Monticello.